# Салаш, Максим Игоревич
Максим Игоревич Салаш (бел. Максім Салаш; род. 6 мая 1996, Минск, Белоруссия) — белорусский профессиональный баскетболист, играющий на позиции лёгкого форварда.

## Карьера
Максим Салаш с детства занимался спортом. В начальных классах он ходил в секцию шахмат и футбола. Однако совмещать занятия двумя видами было сложно, и Салаш отказался от шахмат (несмотря на то, что он практически выполнил по ним норматив кандидата в мастера спорта). Позднее мальчику удалось попасть в баскетбольную секцию, куда его пригласили из-за высокого роста. Ему понравились тренировки, и он остался в ней.
Уже в 16 лет воспитанник тренера Сергея Крюкова вместе со своим партнёром Романом Рубинштейном попал во вторую команду «Цмоки-Минск». Через год белорус переехал в Испанию, где он провёл три года. В первом сезоне он выступал за клуб АБК Лиги «Кахасоль», а затем он играл за коллективы второй лиги. Сезон 2015/2016 Салаш провёл в польском аутсайдере местной лиги «Кутно», после чего он подписал контракт с «Цмоки-Минск». Вместе с командой он стал чемпионом Белоруссии и выступал в Единой лиге ВТБ.
В августе 2018 года Салаш подписал контракт с эстонским «Калевом», стал с ним чемпионом Эстонии.
В августе 2019 года Салаш вернулся в «Цмоки-Минск». В составе команды Максим стал чемпионом Беларуси, а так же был признан «Самым ценным игроком» турнира и вошёл в символическую пятёрку как «Лучший форвард».
Сезон 2020/2021 Салаш начинал в «Цмоки-Минск». В Лиге чемпионов ФИБА его статистика составляла 15,5 очков, 8 подборов и 2,3 передачи. В Единой лиге ВТБ Максим набирал 16,7 очков, 5,7 подборов, 2,4 передачи и 1,4 перехвата.
В декабре 2020 года Салаш покинул минский клуб и перешёл в «Сан-Пабло Бургос». В августе 2022 года перешёл в «Нижний Новгород».
В августе 2023 года подписал соглашение с французским клубом «Бурк». Провел в команде два сезона, в обеих кампаниях «Бурк» завершал борьбу в чемпионате Франции в полуфинале плей-офф. По итогам регулярной части сезона-2024/2025 команда Салаша заняла 5-е место, в стартовом раунде плей-офф победила «Шоле» (2-0), а в полуфинале уступила «Парижу» (0-3). В серии с «Парижем» Салаш в среднем набирал 14,0 очка (2-й показатель в команде) и делал 2,7 подбора.
По опросу газеты «Прессбол» признан лучшим баскетболистом Беларуси 2020, 2021 и 2022 годов и сезона 2023/2024.

## Сборная Белоруссии
Выступал за юношеские и молодёжную сборную Белоруссии. Летом 2016 года был впервые вызван в главную национальную команду для участия в квалификации Евробаскета-2017. В феврале 2018 года Салаш стал одним из главных героев белорусской команды, которая сенсационно переиграла действующего чемпиона Европы Словению со счетом 93:92. В поединке форвард набрал 20 очков и сделал 10 подборов.

## Достижения
- Чемпион Беларуси (2): 2017/18, 2019/20.
- Чемпион Эстонии (1): 2019.
- Обладатель Кубка Беларуси (1): 2019.
- Обладатель Кубка России (1): 2022/23.
- Чемпион Лиги чемпионов ФИБА (1): 2020/21.
- Финалист Еврокубка (1): 2023/24.
- Обладатель Межконтинентального кубка ФИБА (1): 2021.
- Серебряный призёр Межконтинентального кубка ФИБА (1): 2022.